# Shaquill Griffin
Shaquill Griffin /ʃəˈkiːl/ (nacido el 20 de julio de 1995) es un cornerback de fútbol americano que juega con los Jacksonville Jaguars de la Liga de Fútbol Nacional (NFL). Shaquill y su hermano gemelo Shaquem jugaron fútbol universitario en los Knights de la Universidad de Florida Central (UCF).

## Carrera en el instituto
Griffin acudió al instituto de Lakewood en San Petersburgo. Fue jugador de fútbol de instituto en los Spartans. Eligió entrar en la UCF tras el instituto.

## Carrera universitaria
Griffin jugó para los UCF Knights del 2013 al 2016, junto con su hermano gemelo Shaquem. Salió de la UCF una temporada antes que Shaquem, ya que Shaquem prolongó su periodo de elegibilidad durante su primer año, mientras que Shaquill tuvo tiempo de juego.
Como jugador de primer año, Shaquill registró un total de seis placajes y un pase bloqueado en cuatro partidos. Como estudiante de segundo año, Shaquill registró un total de 15 placajes y una intercepción en seis partidos. Como estudiante de tercer año, registró un total de 43 placajes, una intercepción que terminó en touchdown (contra Temple), y 11 pases defendidos en 11 partidos. Como estudiante de último año, registró un total de 49 placajes, cuatro intercepciones (uno contra Tulane que terminó en touchdown), 15 pases defendidos, y un balón suelto recuperado.

## Carrera profesional
El 4 de octubre de 2016, se anunció que Griffin había aceptado la invitación al NFLPA Collegiate Bowl. El 24 de enero de 2017, participó en la NFLPA Collegiate Bowl en el equipo estadounidense de Jim Zorn y anotó dos placajes combinados a pesar de que perdieron 27-7 contra el equipo Nacional. Fue uno de los 35 cornerbacks universitarios invitados a la NFL Scouting Combine en Indianápolis, Indiana. Dentro de su grupo, Griffin obtuvo uno de los mejores rendimientos entre los jugadores de su misma posición, terminando segundo en salto de longitud, el tercero en el salto de altura y cuarto en el esprint de 40 yardas entre todos los defensive backs. El 22 de marzo de 2017, Griffin asistió a la Pro Day de la Florida Central, pero optó por mantener sus marcas del Combine y solo realizó ejercicios posicionales ante representantes del equipo y ojeadores de 20 equipos de la NFL y tres de la CFL. Durante todo el draft, Griffin se entrenó en privado y fue visitado por varios equipos, incluyendo los Steelers de Pittsburgh, los Titanes de Tennessee, los Leones de Detroit, Indianapolis Colts, los 49ers de San Francisco, los Seattle Seahawks, los Vaqueros de Dallas, y los Eagles de Filadelfia. Al final del pre-draft, expertos de NFL y ojeadores predijeron que Griffin sería una elección de tercera o cuarta ronda. NFLDraftScout.com lo clasificó como el 17.º cornerback con mejor proyección en el draft.
| Altura                                   | Peso           | Longitud brazo | Tamaño mano    | Sprint 40 ydas | En 10 ydas | En 20 ydas | 20-ss  | 3-cone | Salto vertical | Salto longitud  | Press de banca |
| 1,83 m (6′ 0″)                           | 88 kg (194 lb) | 0,82 m (2′ 8″) | 0,22 m (0′ 9″) | 4,38 s         | 1,52 s     | 2,55 s     | 4,14 s | 6,87 s | 0,98 m (3′ 3″) | 3,35 m (11′ 0″) | 17 rep.        |
| Todos los valores sacados de NFL Combine |                |                |                |                |            |            |        |        |                |                 |                |

### Seattle Seahawks
Los Seattle Seahawks seleccionaron a Griffin en la tercera ronda (90.º global) del Draft de la NFL de 2017. Fue el 13.º cornerback seleccionado en 2017.

#### 2017
El 15 de junio de 2017, Griffin y los Seattle Seahawks firmaron un contrato de cuatro años por 3,25 millones de dólares, incluyendo una prima de 758.620 dólares.
Durante la pretemporada, Griffin compitió contra Jeremy Lane, Deshawn Shead y Neiko Thorpe por la titularidad como cornerback. El entrenador Pete Carroll nombró a Griffin cuarto cornerback detrás Richard Sherman, Jeremy Lane, y Neiko Thorpe.
Debutó por primera vez en temporada regular profesional en el partido de apertura de temporada de los Seattle Seahawks contra los Green Bay Packers y batió un récord de temporada de diez placajes combinados además un pase bloqueado durante su derrota por 17-9. Griffin jugó la mayor parte del partido después de que Jeremy Lane fuera expulsado durante el primer cuarto después de supuestamente haberle dado un puñetazo al receptor abierto de los Packers Davante Adams. El 8 de octubre de 2017, Griffin salió titular por primera vez debido a la lesión de ingle que sufrió Jeremy Lane durante su victoria sobre los Indianapolis Colts en la 4.ª jornada. Finalizó la victoria 16-10 de los Seahawks ante el equipo de Los Angeles Rams con seis placajes individuales y un bloqueo de pase. La semana siguiente, Griffin consiguió su segunda titularidad consecutiva con Lane todavía convaleciente y registrando tres placajes individuales y un récord de temporada de tres bloqueos de pase durante la victoria 24-7 de Seattle frente a los New York Giants. Después de la reincorporación de Lane tras su recuperación, el entrenador Pete Carroll declaró que Griffin permanecería como cornerback titular al comienzo de 8.ª jornada.
El 20 de noviembre de 2017, Griffin anotó un placajes individual antes de tener que abandonar durante el primer cuarto del partido, finalizado en derrota 34-31 para los Seahawks frente a los Atlanta Falcons, después de sufrir una conmoción cerebral. Permaneció en observación y fue baja para el partido en el que ganaron los Seahawks 24-13 contra los San Francisco 49ers en la jornada 12.ª. Durante el enfrentamiento de la jornada 16.ª contra los Dallas Cowboys, Griffin acumuló cinco placajes combinados e hizo su primer sack sobre Dak Prescott, partido donde los Dallas fueron derrotados 21-12 por los Seahawks. El 31 de diciembre de 2017, Griffin registró seis placajes individuales, bloqueó dos pases y consiguió la primera interceptación de su carrera como profesional durante su derrota 26-24 ante los Arizona Cardinals. Su primera interceptación como profesional se produjo en el tercer cuarto tras un intento de pase de Drew Stanton para Jaron Brown. Terminó la temporada del 2017 con 59 placajes combinados (50 individuales), 15 bloqueos de pase, una intercepción y un sack en 15 partidos y 11 titularidades.

### Jacksonville Jaguars
El 17 de marzo de 2021, Griffin firmó un contrato de tres años y $44.5 millones con los Jacksonville Jaguars.

## Estadísticas generales
|  | Seleccionado al Pro Bowl |

| Año   | Equipo | Juegos | Juegos | Tacleadas | Tacleadas | Tacleadas | Tacleadas | Intercepciones | Intercepciones | Intercepciones | Intercepciones | Intercepciones | Intercepciones | Balones sueltos | Balones sueltos | Balones sueltos | Balones sueltos |
| Año   | Equipo | GP     | GS     | Comb      | Total     | Ast       | Sck       | PDef           | Int            | Yds            | Avg            | Lng            | TDs            | FF              | FR              | Yds             | TDs             |
| ----- | ------ | ------ | ------ | --------- | --------- | --------- | --------- | -------------- | -------------- | -------------- | -------------- | -------------- | -------------- | --------------- | --------------- | --------------- | --------------- |
| 2017  | SEA    | 15     | 11     | 59        | 50        | 9         | 1.0       | 15             | 1              | 0              | 0.0            | 0              | 0              | 0               | 0               | --              | --              |
| 2018  | SEA    | 16     | 16     | 62        | 55        | 7         | 0.0       | 8              | 2              | 8              | 4.0            | 8              | 0              | 0               | 0               | --              | --              |
| 2019  | SEA    | 14     | 14     | 65        | 45        | 20        | 0.0       | 13             | --             | --             | --             | --             | --             | 0               | 0               | --              | --              |
| 2020  | SEA    | 12     | 12     | 63        | 53        | 10        | 0.0       | 12             | 3              | 20             | 6.7            | 16             | 0              | 0               | 0               | --              | --              |
| Total | Total  | 57     | 53     | 249       | 203       | 46        | 1.0       | 48             | 6              | 28             | 4.7            | 16             | 0              | 0               | 0               | --              | --              |

Fuente: Pro-Football-Reference.com